# Акатов, Михаил Павлович
Михаи́л Па́влович Ака́тов — участник Первой мировой войны, офицер военного времени Русской Императорской Армии, участник Гражданской войны на стороне РСФСР, отмечен высшими боевыми государственными наградами.

## Первая мировая война

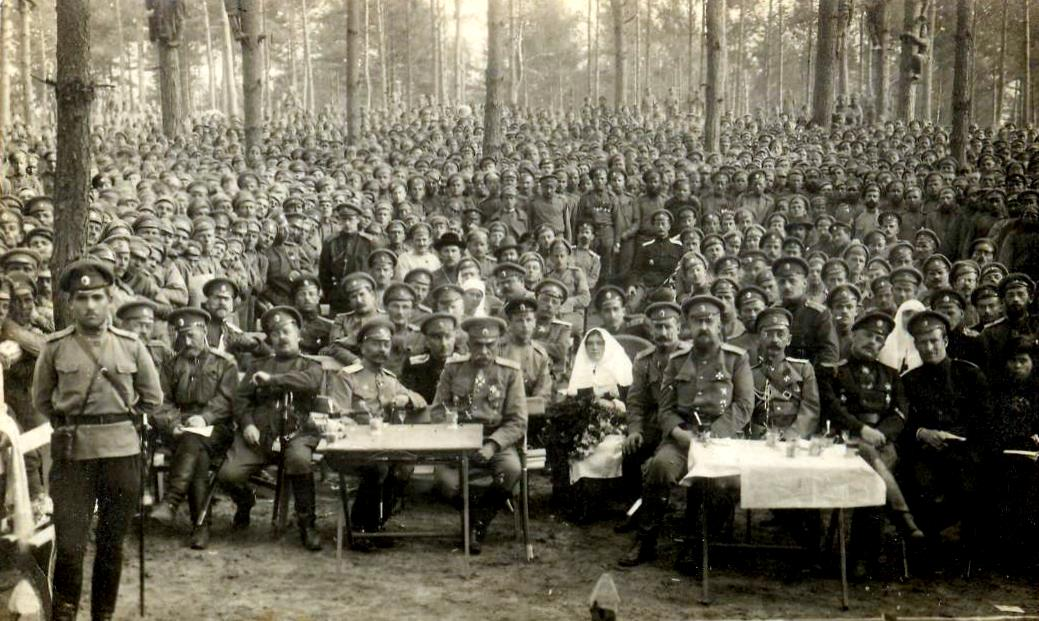
67-я пехотная дивизия 1916 год

Михаил Павлович Акатов родился 1 ноября 1888 года в Костромской губернии, был сыном священника. После окончания Костромской духовной семинарии в 1911 году, работал преподавателем сельского училища при фабрике в с. Родниках.  Участник Первой мировой войны. Произведён в прапорщики из унтер-офицеров, младший офицер 267-го Духовщинского пехотного полка. Полк службы Акатова входил в состав 67-й пехотной дивизии, 35-го армейского корпуса. К 1917 году офицер дослужился до чина штабс-капитана. За боевые отличия  М. П. Акатов был награждён Георгиевским оружием, орденом Святой Анны 2 степени с мечами и Анненским оружием.

## Гражданская война
После Октябрьской революции добровольно вступил в Красную армию, участник Гражданской войны,  командир роты в 296 стрелковом полку РККА. В 1921 году приказом РВС № 80 был награждён высшей наградой РСФСР  — Орденом Красного знамени. Дальнейшие следы военного деятеля теряются.